# Penstemon breviculus
Penstemon breviculus là một loài thực vật có hoa trong họ Mã đề. Loài này được (D.D. Keck) G.T. Nisbet & R.C. Jacks. mô tả khoa học đầu tiên năm 1960.